# Shaun le champion
Shaun le champion (Shaun the Sheep Championsheeps) est une série télévisée d'animation britannique créée par Nick Park & Georges Mickael et diffusée en juillet 2012 sur CBBC.
En France, la série est diffusée en août 2012 puis début 2014 sur France 3.

## Historique
Le personnage de Shaun, apparu dans une aventure de Wallace et Gromit, a obtenu sa propre série intitulée Shaun le mouton qui a elle-même donné naissance à cette série dérivée en version sportive, lors des Jeux olympiques de 2012 à Londres. Les personnages sont ceux habituels de la série mère, et les réalisateurs sont les mêmes.

## Synopsis

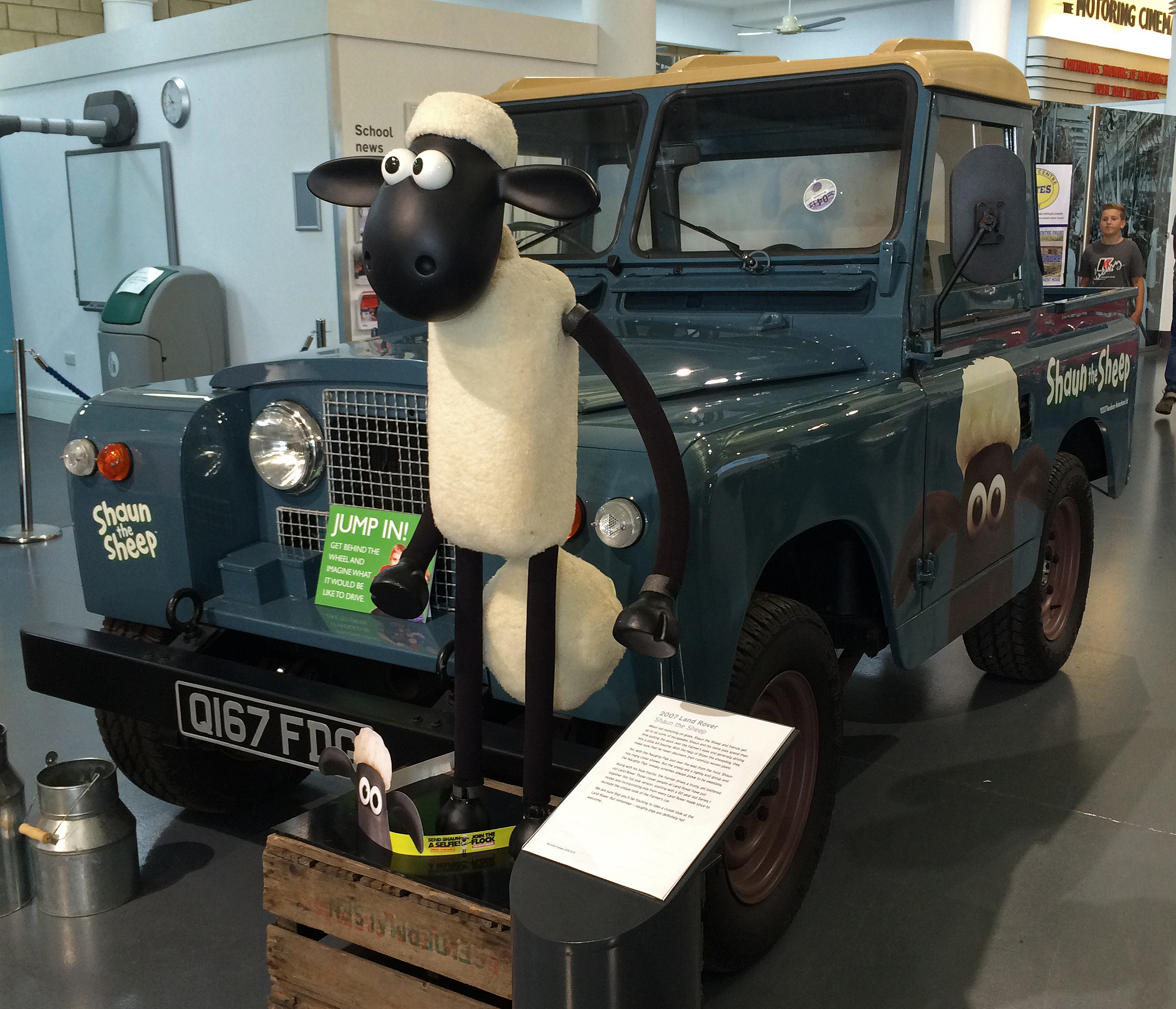
Représentation de Shaun le mouton devant une Land Rover du même type que celle utilisée par le fermier (au British Motor Museum, en 2016).

Les moutons participent eux aussi aux sports des Jeux olympiques.

## Épisodes
1. Le Relais (Relay)
2. Le Lancer du poids (Shot put)
3. La Natation synchronisée (Synchronised Swimming)
4. Le Tennis de table (Ping Pong)
5. Le Plongeon (Diving)
6. L'Escrime (Fencing)
7. La Gymnastique artistique (Gymnastics)
8. Le Tir à l'arc (Archery)
9. L'Haltérophilie (Weightlifting)
10. La Course d'obstacles (Steeplechase)
11. Le Beach-volley (Beach Volleyball)
12. Le Hockey sur gazon (Hockey)
13. La Natation (Swimming)
14. 100 mètres (100 metre dash)
15. Le BMX (BMX)
16. Les Anneaux (Rings)
17. Le Lancer du marteau (Hammer)
18. Le Trampoline (Trampoline)
19. Le Judo (Judo)
20. Le Ruban (Ribbon)
21. Le Saut à la perche (Pole Vault)

## Produits ludiques
Des jeux en ligne permettent de jouer avec les moutons lors de diverses animations-jeux basées sur le sport.